# تقرير الحالة الثقافية في السعودية
تقرير الحالة الثقافية في المملكة العربية السعودية هو تقرير وطني مطبوع، صادرٌ عن وزارة الثقافة السعودية بشكلٍ دوري سنوي بدءاً من عام 2019. يقدم التقرير وصفاً للحالة الثقافية السعودية، من خلال رصد ودراسة نمو اتجاهات التطور الثقافي السعودي، بهدف إيجاد مرجع (وعاء معلوماتي) لكل ما يتعلق بالثقافة السعودية، يمكن الوصول إليه من كل المختصين، والمهتمين بالشأن الثقافي للمملكة العربية السعودية، ونظراء المؤسسات الحكومية الثقافية في البلدان الأخرى.
ويتناول التقرير الحالة الثقافية للمناطق داخل حدود المملكة العربية السعودية، على اختلاف الخلفيات الثقافية والتاريخية، مثل الانتماء الإقليمي التاريخي الثقافي، مثل: نجد، وتهامة، الحجاز، والعروض، أو البحرين (الإحساء حالياَ). وهو يتناول الثقافة وحالتها في معظم الجزيرة العربية، باعتبار جغرافيا السعودية تضم معظمها، فهو يغطي الحالة الثقافية على مساحة تقدر بـ 1.15 مليون كلم، (مساحة المملكة العربية السعودية)، وهو قرابة 16.5% من مساحة الوطن العربي، وقرابة 76.5 من مساحة الجزيرة العربية.

## أهداف التقرير
يهدف التقرير إلى توثيق النشاط الثقافي، ورصد الاتجاهات والملامح العامة للمجال الثقافي في المملكة خلال عام ميلادي. كما يقدم التقرير صورة شاملة عن قطاعات الثقافة في المملكة بمختلف مستوياتها المؤسسية والمجتمعية والفردية. وقد صدر من التقرير ثلاث إصدارات خلال الأعوام 2019م – 2021م، يهدف تقرير الحالة الثقافية في المملكة العربية السعودية إلى أن يكون مرجعاً للمؤسسات المعنية بالثقافة، والمثقفين والمبدعين والفنانين ومنتجيّ الثقافة، والمنظمات الدولية، والجمهور العام. إذ أن الغرض منه توفير المعلومات المنظمة والدورية والنظرة المتكاملة لحالة الثقافة في المملكة. ومن أهداف التقرير أيضا:
- أن يكون بمثابة مورد تاريخي قيم للمختصين العاملين في المجال الثقافي، ويقدم دليلاً ملموساً لمنجزاتهم في إثراء الثقافة السعودية عبر السنوات.
- تحسين الحوكمة في المجال الثقافي وتقييم السياسات، ومتابعة التقدم في تحقيق أهداف رؤية 2030 ذات العلاقة.
- توفير تقرير موثوق ترجع له المنظمات ذات العلاقة في تواصلها مع المملكة لفتح آفاق التعاون.
- تعزيز الهوية الوطنية لمواطني المملكة العربية العربية السعودية بإيجاد مرجع يوثق ملامح الثقافة السعودية عبر السنين.

## تاريخ
في شهر يونيو حزيران عام 2020 صدرت أول نسخة من التقرير وهو تقرير للحالة الثقافية خلال عام 2019، وتلاه في عام 2021 صدور تقرير الخاص بعام 2020، وهو يصدر في كل سنة عن السنة التي قبلها.

## الأسلوب والمنهجية
يستند التقرير في منهجيته إلى نماذج الإحصاء، والمؤشرات الثقافية لمنظمة هيئة الأمم المتحدة للتربية والعلم والثقافة (يونسكو) حيث جاء التقرير مستنداً إلى نموذج دورة الثقافة في إطار " الإحصاءات الثقافية لليونسكو لعام 2009"، ونموذج المؤشرات المواضيعية في "مؤشرات الثقافة 2030" في تنظيم البيانات وإعداد المؤشرات الخاصة بفصول التقرير.

### الإصدار الأول والثاني
في حين وظفت منهجية التقرير في النسختين الأول والثاني (2019م و2020م) النموذجين بشكل منفصل (استخدمت دورة الثقافة لبناء مكونات الفصول، والمؤشرات المواضيعية لإطار المؤشرات)، تبنى التقرير في الإصدارين الثالث والرابع إطاراً منهجياً عمد إلى دمج النموذجين بشكل متماسك نظرياً كما أصبح هيكل التقرير أكثر اتساقاً مع المنهجية؛ فكانت المؤشرات المواضيعية للثقافة هي المنطلق، وأضيفت إليها عناصر وتعريفات من نموذج دورة الثقافة، بما في ذلك إضافة بُعد كامل وهو: الإنتاج والإبداع. وعليه يؤسس إطار التقرير لتناول حالة الثقافة كيفياً، وقياسها إحصائياً من خلال خمسة أبعاد، وهي: الإبداع والإنتاج، والمشاركة الثقافية، والمعارف والمهارات، والإدارة والصون، والاقتصاد الإبداعي. وتبعاً لذلك، تغير هيكل التقرير بدءاً من الاصدار الثالث عام 2021م.

### الإصدار الثالث
```
في النسخة الثالثة لعام 2021 شهد التقرير، تطوراً منهجياً، فخصص لكل بُعد من هذه الأبعاد الخمسة المذكورة سالفاً فصل خاص من التقرير، فيما يتيح الفصل السادس الذي يحمل عنوان "ملامح واستنتاجات" مساحة للتحليل ومناقشة الاتجاهات العامة لحالة الثقافة، بناءً على البيانات التي قدمتها الفصول السابقة. 
```

يوظف التقرير البيانات الواردة من الجهات الحكومية والأهلية والخاصة، بالإضافة إلى البيانات النوعية من خلال إقامة حلقات النقاشات المتعمقة.
وفي النسخة الثالثة خصّص فصل ثابت بعنوان "ملامح واستنتاجات" يتيح جمع المعالجات المختلفة للبيانات التي قدمت فصول التقرير قراءة أولية لها في اتجاهات رئيسة مع التركيز على موضوع التقرير بشكل مستقل.

## وصلات خارجية
- النسخة الثالثة من تقرير الحالة الثقافية في المملكة العربية السعودية لعام 2021. العربية
- النسخة الثانية من تقرير الحالة الثقافية في المملكة العربية السعودية لعام2020. الإنجليزية
- النسخة الأولى من تقرير الحالة الثقافية في المملكة العربية السعودية لعام 2019. العربية